# Автошлях Т 1826

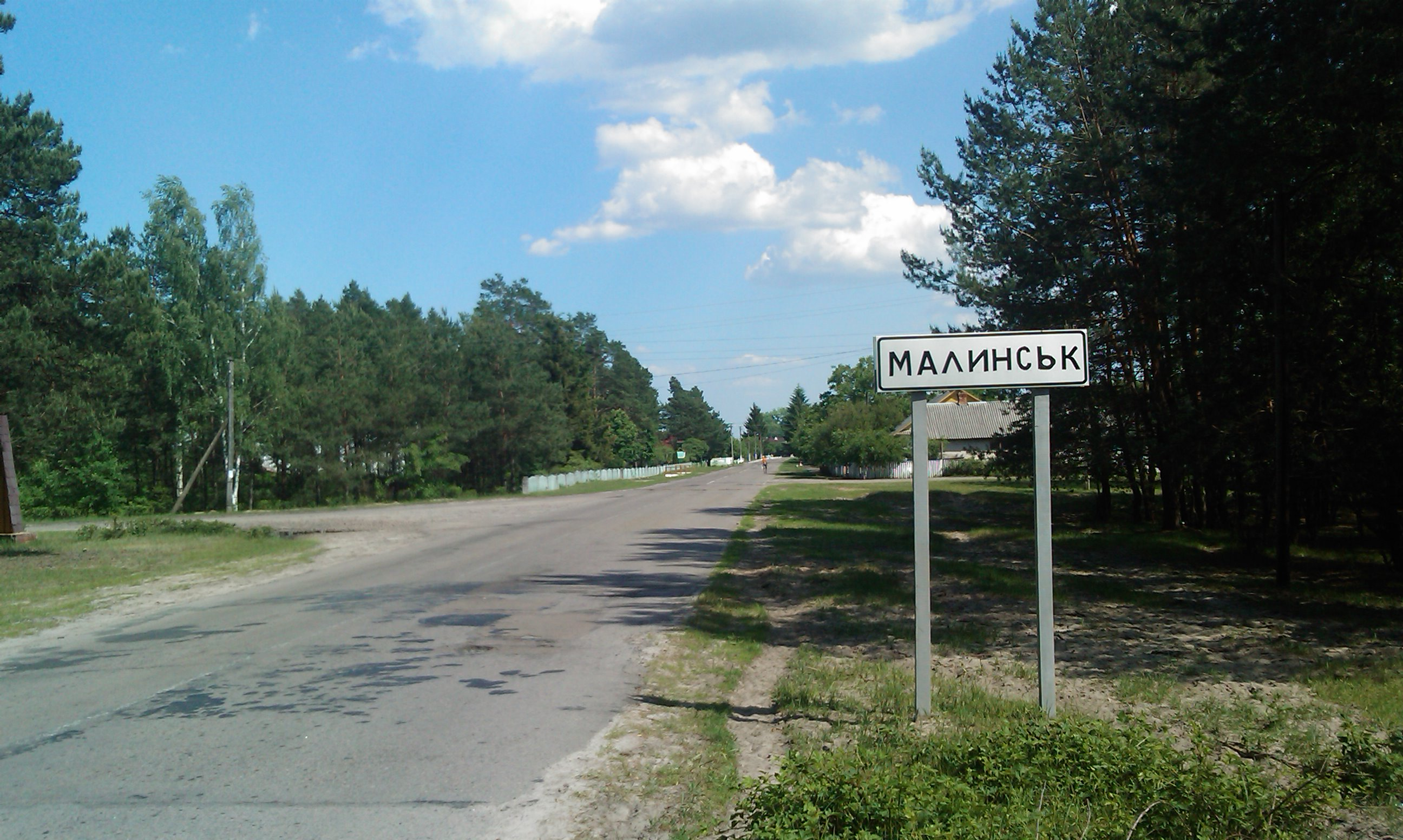
В'їзд у Малинськ з боку Степані — Автошлях Т 1826

Автошля́х Т 1826 — автомобільний шлях територіального значення у Рівненській області. Пролягає територією Сарненського та Березнівського районів через Степань — Калинівку — Кузьмівку — Малинськ до перетину з Н25. Загальна довжина — 20,6 км.